# Dominique de Legge
Dominique de Legge de Kerléan, dit Dominique de Legge, est un homme politique français né le 18 février 1952 au Pertre (Ille-et-Vilaine). Il est sénateur d’Ille-et-Vilaine depuis 2008.

## Biographie

### Vie professionnelle
Conseiller technique auprès du maire de Paris pour les affaires familiales au début des années 1980, il occupe successivement quelques-unes des plus importantes directions de la Ville de Paris : Aide sociale, Action sociale et enfin Propreté et environnement. Il rejoint le Syndicat interdépartemental pour l'assainissement de l'agglomération parisienne (SIAAP) en 1999, l'organisme qui gère le traitement des eaux usés de plusieurs communes franciliennes. Il quitte le SIAAP trois ans plus tard pour prendre la tête de l'Association française contre les myopathies (AFM), connue pour son organisation du Téléthon chaque année. Le 17 juillet 2003, il est nommé Délégué interministériel à la famille en Conseil des ministres, fonction dont il démissionne le 27 février 2008. Dominique de Legge est père de quatre enfants.
Dominique de Legge est l'auteur d'un ouvrage sur la famille, publié en novembre 2007 et dans lequel il évoque les profondes mutations de la cellule familiales des dernières décennies en France : La famille dans tous ses éclats.

### Engagement politique
Dominique de Legge est élu au conseil municipal du Pertre pour la première fois en 1983. Il y siège sans discontinuer depuis. En 1995, il devient maire. Ses électeurs le reconduisent en 2001, 2008 et 2014. Il est par ailleurs vice-président de la Communauté d'agglomération de Vitré Communauté chargé des affaires économiques.
Conseiller régional de Bretagne de 1998 à 2014, il a présidé le groupe d'opposition Union pour un mouvement populaire entre 2004 et 2010. Lors des élections régionales de 2010, il prend la tête de liste UMP en Ille-et-Vilaine ; Bernadette Malgorn étant tête de liste régionale. En obtenant 32,66 % des voix au second tour dans le département, il réalise un score légèrement supérieur à la moyenne régionale (32,36 %) mais qui reste cependant historiquement bas pour la droite dans le département.
En juillet 2008, il est la première personnalité de droite du département d’Ille-et-Vilaine à présenter une liste pour les élections sénatoriales de septembre. Quelques semaines plus tard, il reçoit l'investiture de l'UMP et du Nouveau Centre. Le 21 septembre 2008, il est l'unique sénateur de droite à être élu dans le département. Au palais du Luxembourg, il est membre de la commission des finances et rapporteur du budget de la Défense. 
En juin 2014, il présente une liste d'Union UMP-UDI dans la perspective du scrutin sénatorial. Lors de ce scrutin la liste qu'il conduit obtient 2 élus. Dominique de Legge est donc reconduit pour un deuxième mandat de sénateur le 28 septembre 2014. 
Président de la fédération départementale de l'UMP d'Ille-et-Vilaine de 2008 à 2015, il est aujourd'hui membre du parti Les Républicains. Il soutient François Fillon pour la primaire présidentielle des Républicains de 2016.
Il est réélu sénateur d'Ille-et-Vilaine en septembre 2020, en deuxième position derrière la sénatrice centriste Françoise Gatel.
A l'occasion du Congrès pour la présidence LR, il soutient officiellement Bruno Retailleau, face à Éric Ciotti et Aurélien Pradié.

## Prises de position
En juillet 2017, il présente un rapport, au nom de la commission des finances, sur l’état du parc immobilier de la défense : « Il est dans un état pitoyable ».

## Mandats électoraux
Sénateur
- depuis le 1er octobre 2008 : sénateur d’Ille-et-Vilaine

Conseiller régional
- 15 mars 1998 - 28 mars 2004 : membre du conseil régional de Bretagne
- 28 mars 2004 - 21 mars 2010 : membre du conseil régional de Bretagne
- 21 mars 2010  - 17 avril 2014 : membre du conseil régional de Bretagne

Conseiller municipal / Maire
- 13 mars 1983 - 19 mars 1989 : conseiller municipal du Pertre (Ille-et-Vilaine)
- 19 mars 1989 - 18 juin 1995 : conseiller municipal du Pertre
- 18 juin 1995 - 18 mars 2001 : maire du Pertre
- 18 mars 2001 - 16 mars 2008 : maire du Pertre
- 16 mars 2008 - 23 mars 2014 : maire du Pertre
- 23 mars 2014 - 12 octobre 2017 : maire du Pertre